# زگبروخ
زگبروخ (به آلمانی: Seggebruch) یک شهر در آلمان است که در شاومبورگ واقع شده‌است. زگبروخ ۱٬۶۱۶ نفر جمعیت دارد.